# III Congresso nazionale del Partito Comunista Cinese
Il III Congresso del Partito Comunista Cinese si svolse il 12-20 giugno 1923 a Canton; il suo risultato più importante fu l'alleanza con il Kuomintang.

## Svolgimento del Congresso
- Delegati: più di 30
- Membri del Partito: 342

Fra le altre risoluzioni, il Congresso decise una svolta nel Partito Comunista Cinese, indicando l'alleanza con il Guomindang essenziale per il compimento della rivoluzione democratica cinese. Allora, infatti, il partito nazionalista era guidato dal liberal-democratico Sun Yat-sen, tutt'oggi considerato uno dei padri della Repubblica Popolare Cinese, il quale accolse di buon grado l'alleanza con i comunisti. Venne inoltre indicato agli iscritti del PCC di unirsi anche al Kuomintang, per favorire il coordinamento delle lotte anti-colonialiste.
Chen Duxiu venne rieletto anche in questa occasione Segretario generale (presidente?). Mao Zedong venne eletto nel Comitato centrale (non vi era stato eletto nel II Congresso poiché non vi aveva potuto partecipare).

## Giudizio ufficiale cinese
"Il Congresso discusse la fondazione del fronte unito rivoluzionario basato sulla cooperazione Kuomintang-comunisti. Accettò la Risoluzione sulle relazioni fra il Partito Comunista Cinese e il Kuomintang adottata dall'Internazionale comunista il 12 gennaio dello stesso anno e stabilì che tutti i membri del PCC avrebbero dovuto unirsi al KMT nei limiti delle capacità individuali nel beneficio per la fondazione del fronte unito delle varie classi rivoluzionarie.